# Episodi di Nash Bridges (seconda stagione)
La seconda stagione della serie televisiva Nash Bridges è stata trasmessa in anteprima negli Stati Uniti d'America dalla CBS tra il 13 settembre 1996 e il 2 maggio 1997.
| nº | Titolo originale      | Titolo italiano | Prima TV USA      | Prima TV Italia |
| -- | --------------------- | --------------- | ----------------- | --------------- |
| 1  | Internal Affairs      |                 | 13 settembre 1996 |                 |
| 2  | 'Til Death Do Us Part |                 | 20 settembre 1996 |                 |
| 3  | The Great Escape      |                 | 27 settembre 1996 |                 |
| 4  | Wrecking Crew         |                 | 4 ottobre 1996    |                 |
| 5  | Trackdown             |                 | 11 ottobre 1996   |                 |
| 6  | The Brothers McMillan |                 | 18 ottobre 1996   |                 |
| 7  | Night Train           |                 | 25 ottobre 1996   |                 |
| 8  | Zodiac                |                 | 1º novembre 1996  |                 |
| 9  | Leo's Big Score       |                 | 8 novembre 1996   |                 |
| 10 | Hit Parade            |                 | 22 novembre 1996  |                 |
| 11 | Promised Land         |                 | 22 novembre 1996  |                 |
| 12 | 25 Hours of Christmas |                 | 13 dicembre 1996  |                 |
| 13 | Road Work             |                 | 3 gennaio 1997    |                 |
| 14 | Inside Out            |                 | 10 gennaio 1997   |                 |
| 15 | The Counterfeiters    |                 | 24 gennaio 1997   |                 |
| 16 | The Web               |                 | 31 gennaio 1997   |                 |
| 17 | Knockout              |                 | 7 febbraio 1997   |                 |
| 18 | Gun Play              |                 | 14 febbraio 1997  |                 |
| 19 | Rampage               |                 | 21 febbraio 1997  |                 |
| 20 | Out of Chicago        |                 | 28 marzo 1997     |                 |
| 21 | Moving Target         |                 | 11 aprile 1997    |                 |
| 22 | Wild Card             |                 | 25 aprile 1997    |                 |
| 23 | Deliverance           |                 | 2 maggio 1997     |                 |